# Sineugraphe nolimetangere
Sineugraphe nolimetangere är en fjärilsart som beskrevs av Felix Bryk 1948. Sineugraphe nolimetangere ingår i släktet Sineugraphe och familjen nattflyn. Inga underarter finns listade i Catalogue of Life.